# Bissau-Guinea hadereje
Bissau-Guinea hadereje a szárazföldi erőkből, a légierőből és a haditengerészetből áll.

## Általános adatok
- Mozgósítható lakosság (15-49 évig): 296 482 fő.
- Katonai szolgálatra alkalmas lakosság (15-49 évig): 168 930 fő.
- Katonai költségvetés: 8 000 000 amerikai dollár.
- Katonai költségvetés a GDP-ből: 2,8%.

## Légierő
Felszerelés:
- 2 db könnyű repülőgép
- 2 db helikopter